# Mentor Graphics

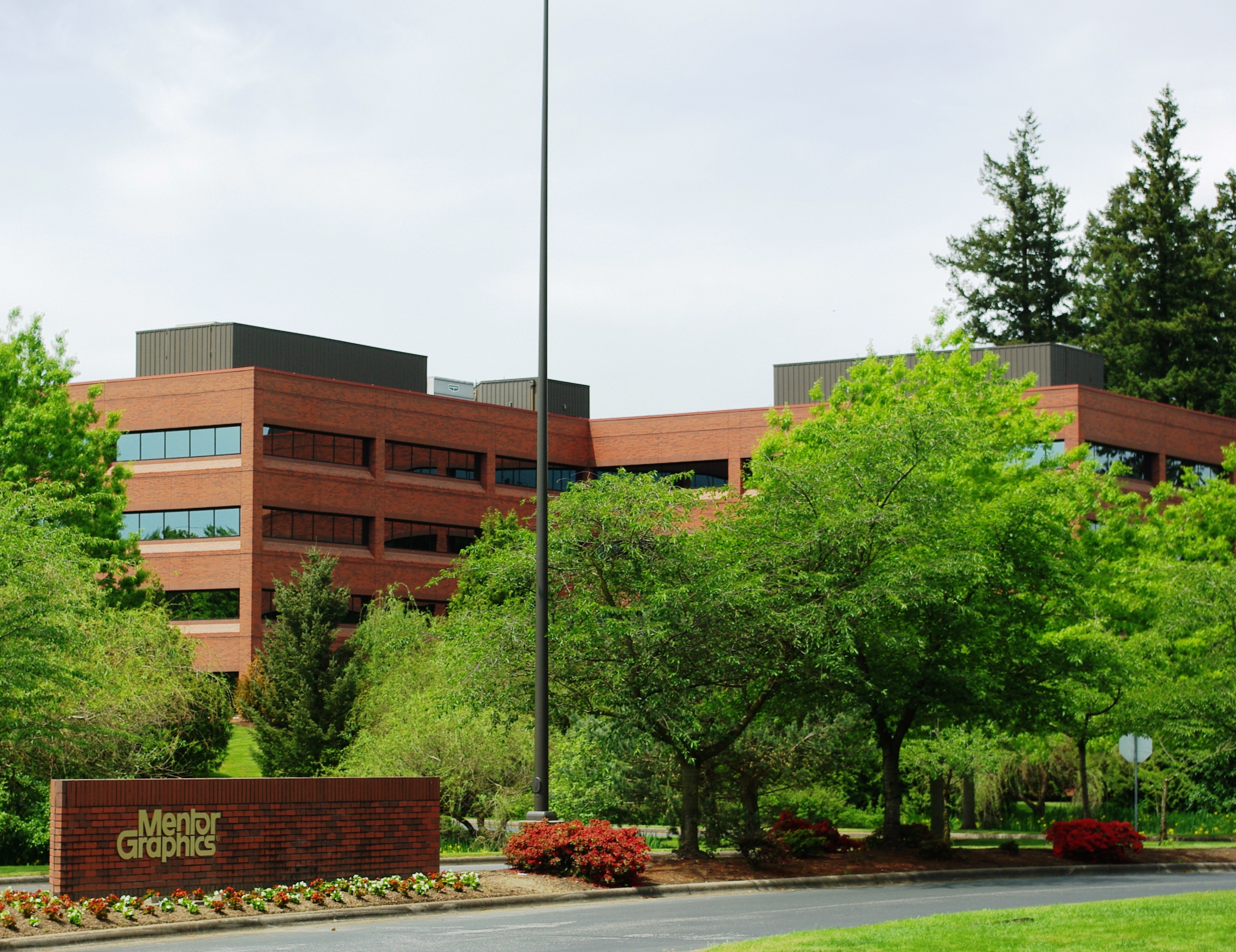
Hauptquartier von Mentor Graphics in Wilsonville, Oregon

Mentor Graphics (abgekürzt: Mentor) war ein eigenständiger US-amerikanischer Hersteller von Softwareprodukten aus den Bereichen Electronic Design Automation (EDA) und Embedded Software mit Sitz in Wilsonville im US-Bundesstaat Oregon. Im Bereich EDA zählte das Unternehmen weltweit zu den größten Softwareherstellern und beschäftigte über 5.000 Personen.
Seit 2016 gehört Mentor zu Siemens, heute zur Sparte Siemens Digital Industries Software.
Die größten Konkurrenten sind Cadence und Synopsys.:8

## Geschichte
In den Jahren nach 1980 wurde die computerunterstützte Entwicklung von elektronischen Schaltungen und Baugruppen im Rahmen von Computer Aided Engineering (CAE) und Computer Aided Design (CAD) immer präsenter und marktbestimmender. Mentor Graphics wurde 1981 von ehemaligen Entwicklungsingenieuren von Tektronix mit dem Ziel gegründet, in diesem Bereich verschiedenartige Softwareprodukte anzubieten.
Als erste Hardwareplattform für die EDA-Software von Mentor wurden Workstations des erst ein Jahr vorher gegründeten Herstellers Apollo Computer verwendet. Im Jahr 1982 wurde das erste EDA-Softwareprodukt vorgestellt, das Programm IDEA 1000.
Im Jahr 2005 kam Mentor mit Catapult C als erste Firma mit einem Framework auf den Markt, welches es ermöglichen sollte, Hardware mit der Programmiersprache C zu beschreiben.
Im März 2009 gab das Unternehmen eine Fusion mit der Valor Computerized Systems bekannt.
Im Jahr 2016 kaufte der Hedgefonds Elliott Management Corporation 8,1 % der Anteile an Mentor mit dem Ziel, deren Wert massiv zu steigern; infolgedessen erarbeitete Mentor unter Einbeziehung der Bank of America strategische Alternativen, auch mit dem Ziel des Verkaufs. Am 14. November 2016 gab Siemens den Kauf von Mentor Graphics für 4,5 Milliarden US-Dollar bekannt. Die Übernahme von Mentor in die damalige Softwaresparte Product Lifecycle Management (PLM) (heute Siemens Digital Industries Software) der „Digital Factory Division“ wurde im März 2017 abgeschlossen.

## Produkte
Im Bereich EDA:
- Schaltplaneditoren wie beispielsweise Design Architect IC oder DxDesigner.
- Physical Verifikation, die LVS, DRC und DFM gruppiert, mit Calibre und HyperLynx.
- Im Bereich Leiterplattenentflechtung Programme wie PADS, Expedition und Board Station für die Entwicklung von Leiterplatten.
- IP-Cores für ASICs und FPGAs.
- Simulationsprogramme wie ModelSim für VHDL oder Verilog.

Im Bereich Embedded Software:
- Echtzeitbetriebssysteme wie Nucleus RTOS.